# برناردو فورت بريسكيا
برناردو فورت بريسكيا (بالإسبانية: Bernardo Fort-Brescia) هو رائد أعمال ومهندس معماري بيروفي، ولد في 19 نوفمبر 1951 في ليما في بيرو.